# ニューマン–シャンクス–ウィリアムズ素数
数学において、ニューマン–シャンクス–ウィリアムズ素数（Newman–Shanks–Williams prime、NSW素数）は次のような形で書くことのできる素数
{\displaystyle S_{2m+1}={\frac {\left(1+{\sqrt {2}}\right)^{2m+1}+\left(1-{\sqrt {2}}\right)^{2m+1}}{2}}.}
この素数は平方位数の有限単純群の研究中の1981年にMorris Newman, Daniel Shanks, Hugh C. Williamsの3人により最初に記述された。
最初のいくつかのNSW素数は7, 41, 239, 9369319, 63018038201, … （オンライン整数列大辞典の数列 A088165）であり、これは指数 3, 5, 7, 19, 29, …に対応している（オンライン整数列大辞典の数列 A005850）。
式中に示された数列Sは以下の漸化式で記述することができる。
{\displaystyle S_{0}=1\,}
{\displaystyle S_{1}=1\,}
{\displaystyle S_{n}=2S_{n-1}+S_{n-2}\qquad {\text{for all }}n\geq 2.}
数列の最初の数項は1, 1, 3, 7, 17, 41, 99, … となる（オンライン整数列大辞典の数列 A001333）。この数列の各項は対応するペル数の数列項の半分である。これらの数も連分数の収束において√2に収束する。